# Сноуи Ривър
Сноуи Ривър (на английски: Snowy River – Снежна река) е река в югоизточната част на Австралия, в щатите Нов Южен Уелс и Виктория, вливаща се в Тасманово море. Дължината ѝ е 352 km, а площта на водосборния басейн – 15 779 km².
Река Сноуи води началото си на 1840 m н.в. от южното подножие на връх Косцюшко (най-високата точка на Австралия), разположен в Снежните планини, съставна част на Австралийските Алпи, които от своя страна са съставна част на Голямата вододелна планина. По цялото си протежение тече през планински райони, на места в много тясна и дълбока долина. В горното си течение, на територията на щата Нов Южен Уелс тече по източните склонове на Снежните планини, отначало на североизток, след изтичането си от язовира „Юкамбин“ на юг и югоизток, а след това на северозапад и югозапад. При навлизането си в щата Виктория завива на юг и до устието си следва това направление. Влива се в Тасманово море при град Марло.
Основните ѝ притоци са: леви – Маклафлин (84 km), Дедик (60 km), Роджър (60 km); десни – Бучан (118 km), Бродрип (105 km). Среден годишен отток 75 m³/s. Подхранването ѝ е снежно дъждовно. Водните ресурси на реката се използват за напояване и за производство на електроенергия, като за тази цел в горното ѝ течение е изграден язовира „Юкамбин“. В началото на 70-те години на XX век е пусната в експлоатация голяма хидроенергийна система, включваща 14 язовира и 9 ВЕЦ-а с обща мощност около 4 Гвт. Нейното изграждане е с цел прехвърляне през вододела на Снежните планини, от изток на запад, на около 2,5 млрд m³ годишно на вода от пълноводната Сноуи Ривър, в басейна на река Мъри, която вода да се използва за напояване на най-обширните земеделски земи в Австралия, разположени в нейната югоизточна част.